# Fălcușa
Fălcușa – wieś w Rumunii, w okręgu Sălaj, w gminie Poiana Blenchii. W 2011 roku liczyła 87 mieszkańców.